# 李在银
李在銀（1980年2月8日—），或譯李財恩，韓國女演員。常譯作李才恩、李在恩。
2006年4月15日與大學教授李慶洙在首爾舉行婚禮，此段婚姻維持11年後，在2017年5月確認離婚。

## 演出作品

### 電視劇
- 1987年：KBS《土地》
- 1995年：MBC《戰爭與愛情》
- 1995年：KBS《新世代報告 大人們不明白》
- 1996年：KBS《龍之淚》飾演 世子嬪柳氏
- 1998年：KBS《天使之吻》
- 1999年：KBS《學校》
- 2000年：KBS《天定情緣》
- 2000年：MBC《男生女生向前走》
- 2001年：KBS《明成皇后》飾演 張尚宮
- 2002年：MBC《人魚小姐》飾演 馬馬霖
- 2003年：KBS《Hello! BalBari》
- 2004年：SBS《土地》
- 2004年：EBS《明洞伯爵》
- 2006年：SBS《淵蓋蘇文》飾演 吳嬪
- 2007年：MBC《文熙》飾演 文賢
- 2008年：SBS《飛天舞》
- 2009年：MBC《活的有滋味》飾演 嚴熙淑
- 2010年：MBC Dramanet《別巡檢3》
- 2011年：JTBC《仁粹大妃》飾演 韓明澮夫人閔氏
- 2016年：SBS《我女婿的女人》飾演 吳英心
- 2017年：MBC《你太過分了》飾演 言奉善

### 電影
- 1999年：《Yellow Hair》
- 1999年：《Fin de Siècle》
- 2000年：《Jakarta》
- 2003年：《Natural City》
- 2003年：《OGU：Hillarious Mourning》
- 2004年：《DMZ，非武裝地帶》
- 2005年：《Tarzan Park Heung-Suk》（未播出）

## 獲獎
- 2010年：第18屆 大韓民國文化演藝大賞 優異女演員賞（別巡檢3）

## 外部連結
- NAVER人物搜尋：李在銀 